# Kabinet Pomorski

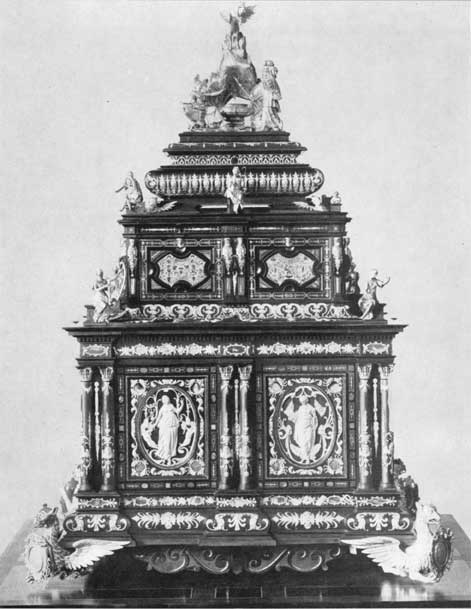
Zachowane zdjęcie Kabinetu Pomorskiego

Kabinet Pomorski (niem. Pommerscher Kunstschrank) – ozdobny mebel w formie kabinetu o wymiarach 1,15 m (szerokość) na 1,36 m (wysokość), wykonany w latach 1610–1617 pod kierunkiem Philippa Hainhofera. Zleceniodawcą był pomorski książę Filip II. Mebel tworzyło w augsburskich pracowniach ponad 20 rzemieślników. Na jego wyposażenie składały się przyrządy naukowe, przedmioty codziennego użytku i służące rozrywce; należał do najwyższej klasy tego typu obiektów w Europie.
Sam mebel spłonął w 1945, natomiast zachowane wyposażenie w dalszym ciągu przechowywane jest w zbiorach Kunstgewerbemuseum w Berlinie.